# 尾上圭介
尾上 圭介（おのえ けいすけ、1947年9月16日 - ）は、日本の国語学者。東京大学名誉教授。

## 経歴
大阪市淀川区生まれ。1972年東京大学文学部国語国文科卒業、1975年同大学院人文科学研究科修士課程修了、文学部助手、1977年神戸大学文学部助教授、1989年東京大学文学部助教授、2005年博士（文学）（東京大学）、2006年人文社会系研究科教授。2012年定年退任、名誉教授。
専門は日本語文法論。山田孝雄や川端善明などの研究を踏まえつつ、文の種類、主語、述語、係助詞のハ、助動詞の（ラ）レルや（ヨ）ウなどを題材に、文の成立に関わる原理的な問題を扱う。特に仁田義雄などのモダリティという枠組みで文を捉える立場とは相違が大きい。
大阪のことばと文化、特に落語や笑いなどにも造詣が深い。大阪弁の軽妙な語り口でテレビに出たこともある。気さくな大阪のおっちゃんの雰囲気を持つ。

## 著書

### 単著
- 『大阪ことば学』 創元社 1999、講談社文庫 2004、岩波現代文庫 2010
- 『文法と意味I』 くろしお出版 2001
- 『文法と意味II』くろしお出版 近刊

### 編著
- 『朝倉日本語講座 第６巻 文法II』 朝倉書店 2004

### 共著
- 大津由紀雄編『ことばの宇宙への旅立ち〈3〉10代からの言語学』 ひつじ書房 2013